# فریزربرگ
فریزربرگ (به انگلیسی: Fraserburgh) یک شهرک در اسکاتلند است که در آبردین‌شایر واقع شده‌است. فریزربرگ ۱۳٬۱۰۰ نفر جمعیت دارد.

## خواهرخوانده
شهر برسوویر خواهرخواندهٔ فریزربرگ هست.